# Anna żagańska (1390–1433)
Anna żagańska, (ur. między 1390 a 1397, zm. między 1426 a 30 lipca 1433) – księżna oświęcimska od ok. 1417, córka księcia żagańskiego Henryka VIII Wróbla i księżniczki opolskiej Katarzyny. Pochodziła z linii Piastów głogowskich. Jej braćmi byli: Jan I żagański, Henryk X Rumpold, Henryk IX Starszy, Wacław krośnieński.
Zapewne około 1417 została żoną księcia cieszyńsko-oświęcimskiego Kazimierza I. Małżeństwo to Kazimierz I zawarł dla zapewnienia sobie współdziałania braci żony w sporze ze stryjem Bolesławem I Bolkiem, księciem cieszyńskim o posiadłości głogowskie po dziadku Przemysławie I Nosaku. Zatarg rozstrzygnął Henryk IX, brat Anny na korzyść Kazimierza.
Owocem małżeństwa Anny i Kazimierza było trzech synów: Wacław, Przemysław i Jan IV.
Brak materiałów źródłowych nie pozwala na poznanie szczegółów życia Anny. Nie wiadomo też gdzie została pochowana. Można jedynie przypuszczać, że jako żona panującego księcia oświęcimskiego spoczęła w klasztorze dominikańskim w Oświęcimiu (obecnie Kościół Matki Bożej Wspomożenia Wiernych), w którym kilka lat później pochowany został jej mąż Kazimierz.
Kazimierz owdowiawszy, ożenił się powtórnie z Małgorzatą, córką księcia raciborskiego Jana II. Drugie małżeństwo pozostało bezdzietne.

## Genealogia
| 4. Henryk V Żelazny (1312/1321 – 1369) książę żagański                                               |  |                                                          |  |  |                  |
| |  | 2. Henryk VIII Wróbel (1357/1363 – 1397) książę żagański |  |  |                  |
| 5. Anna płocka (1318/1325 – 1363) księżniczka mazowiecka c. księcia płockiego Wacława                |  |                                                          |  |  |                  |
| |  |                                                          |  |  | 1. Anna Żagańska |
| 6. Władysław Opolczyk (1326/1332 – 1401) książę opolski                                              |  |                                                          |  |  |                  |
| |  | 3. Katarzyna opolska (1355/1367 – 1420) księżna śląska   |  |  |                  |
| 7. Elżbieta (księżniczka wołoska) (ok. 1340 – 1367/1369) c. hospodara wołoskiego Mikołaja Aleksandra |  |                                                          |  |  |                  |
| |  |                                                          |  |  |                  |